# Dienstplichtbrief
De dienstplichtbrief is in Nederland een brief waarin de ontvanger wordt geïnformeerd dat deze is ingeschreven voor de dienstplicht. Inschrijving gebeurt in het jaar dat de dienstplichtige 17 jaar wordt. Als iemand na deze leeftijd in Nederland komt wonen of de Nederlandse nationaliteit krijgt, wordt deze brief verzonden op het moment dat deze omstandigheid zich voordoet. Tot 2020 werd de brief alleen aan jongens gestuurd: in 2020 kregen voor het eerst ook ruim 100.000 meisjes de brief.
In de brief wordt uitgelegd dat de dienstplicht niet is afgeschaft, maar de opkomstplicht is opgeschort. Men hoeft zich dus niet te melden of te laten keuren, maar als de regering besluit de dienstplicht te heractiveren moet dat wel. Er vindt geen keuring plaats, dus mensen kunnen, ook al lijkt iemand door geestelijke of lichamelijke ongeschiktheid ongeschikt, niet afgekeurd worden. Na de 45e verjaardag is men niet meer dienstplichtig en kan men niet meer worden opgeroepen om voor de eerste keer dienstplicht te vervullen. Opgeroepen worden voor herhalingsoefeningen kan tot de 45e verjaardag. Sinds de opschorting van de opkomstplicht in 1997 vinden echter geen herhalingsoefeningen met dienstplichtigen meer plaats.
Lichting 1959 is niet opgeroepen en heeft ook geen dienstplichtbrieven ontvangen. Op het moment dat deze lichting opgeroepen zou worden is de dienstplichtleeftijd met een jaar verlaagd en is na 1958 dus meteen lichting 1960 opgeroepen.